# 普洛斯凱 (切爾尼戈夫州)
51°4′0″N 31°39′43″E / 51.06667°N 31.66194°E
普洛斯凱（烏克蘭語：Плоске）是位於烏克蘭北部切爾尼希夫州裏尼任區的村莊，始建於1600年，面積2.88平方公里，海拔高度125米，2018年人口845，人口密度每平方公里369.8人。